# ビトントの戦い
ビトントの戦い（ビトントのたたかい、イタリア語: Battaglia di Bitonto）は、ポーランド継承戦争中の1734年5月25日、ナポリ王国のビトントにてスペイン軍がオーストリア軍に勝利した戦闘。戦後、オーストリア軍のナポリにおける抵抗はいくつかの要塞を残すのみとなった。

## 背景
スペイン継承戦争により、スペインはナポリ王国とシチリア王国をハプスブルク家に割譲した。スペイン王フェリペ5世は両王国を再征服しようとした。1714年、彼はイタリアのパルマ公国の継承権があるエリザベッタ・ファルネーゼと結婚した。彼女の影響により、フェリペ5世はイタリアの領地を回復しようとして四国同盟戦争を起こしたが失敗に終わった。1733年にポーランド継承戦争が勃発すると、フェリペ5世はこれを西ヨーロッパからの軍事援助のないハプスブルク家（グレートブリテン王国とネーデルラント連邦共和国は中立を維持した）を攻撃する好機と見た。ハプスブルク家がすでにフランス王国とサルデーニャ王国と敵対したため、フェリペ5世は1733年11月にフランスと第一次ブルボン家族協約にあたるエスコリアル条約を締結した。条約は相互の守備と援助を約し、イタリア半島でのハプスブルク家領に協力して侵攻することを約束した。
ルイス・デ・コルドバ・イ・コルドバ率いるスペイン艦隊は陸軍をジェノヴァに上陸させた。スペイン軍はフェリペ5世とエリザベッタの長男でパルマ公のカルロの軍勢と合流した。2万1千を数えるスペイン軍は無抵抗の教皇領を通過し、ほぼ無抵抗のナポリに易々と入城した。カルロは1734年5月15日にそこでナポリ王カルロ7世として即位を宣言した。ガエータとカプアのオーストリア駐留軍は6千の軍勢に包囲されており、モンテマール公率いるスペイン軍1万2千は撤退していたオーストリアの副王を追撃した。
オーストリアが任命した副王グイード・ヴィスコンティ（Guido Visconti）はまずプッリャのバーリに逃げ、続いて5月21日に将軍の1人と船で逃亡し、オーストリア軍の指揮をベルモンテ公ジュゼッペ・アントニオ（Giuseppe Antonio）に委ねた。オーストリア軍はシチリア島からの増援と合流、また船でターラントに到着した新しく徴兵された兵士も編入した。ベルモンテ公はスペイン軍が艦隊から増援を得る可能性が高いことを鑑みて、5月24日にビトントに移動、スペイン軍がさらに大軍になる前に叩こうとした。彼はビトントの町に経験の浅い兵士1,500人を配置した後、いくつかの低い城壁と修道院2箇所を防御線として使い、スペイン軍を待ち構えた。ベルモンテ公が後に受けた報告によると、モンテマール公は3千人の増援を受けて、熟練した兵士1万4千に充足な装備のある軍勢を率いるにまでなった。

## 戦闘
スペイン軍が5月25日の夜明けにビトントに到着すると、スペイン軍は戦列を形成して、オーストリア軍とは歩兵同士、騎兵同士とで対峙した。スペイン騎兵の数がオーストリア軍より大幅に上回ったため、その一部は右翼に予備軍として残された。モンテマールはオーストリア軍を防御線から追い出そうとしてフェイントを仕掛けたが、効果がないと見るや騎兵突撃を命じた。オーストリア騎兵の戦列はすぐさまに崩壊、バーリへと敗走した。残りのオーストリア軍の規律も崩壊し、ベルモンテは撤退の決断を下してバーリへと向かった。スペイン軍は防御線上にある修道院を強襲して落とし、同日にはビトントの町と城を降伏させた。翌日にはバーリも降伏した。

## その後

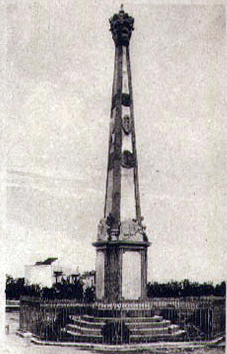
戦場を記念するオベリスク

ベルモンテはバーリで軍を再編しようとしたが、現地人の抵抗に遭い失敗し、結局3,800人を率いて当局に降伏した。辛うじて逃れたのは北上してペスカーラへ逃げた200人だけだった。
王国の他の都市はオーストリア軍の駐留するガエータとカプア要塞を除いてスペインの統治を承認した。ガエータは早くに包囲されたが4か月間持ちこたえ、8月にようやく降伏した。オットー・フェルディナンド・フォン・トラウンはカプア包囲戦を善戦し、11月30日に降伏したときは武人の礼遇を受けた。
ナポリとシチリアのスペインへの返還は戦争を終結させたウィーン条約で確認された。カルロはモンテマールをビトント公に叙し、ジョヴァンニ・アントニオ・メドラーノに戦闘を紀念するオベリスクを立てるよう命じた。